# Château-Landon (metrostation)
Château-Landon is een station van de metro in Parijs langs de metrolijn 7, in het 10de arrondissement.
Het station werd geopend in 1910. Het heeft dan enkel een straattoegang, gelegen Rue du Faubourg-Saint-Martin.
De Rue du Château-Landon, boven het station waarnaar het station ook genoemd is, ontleent zijn naam aan de historische aanwezigheid van een kasteel dat ooit werd gebouwd voor een Sieur Landon, onder Lodewijk XIV, en later eigendom werd van de naburige congregatie van Saint-Lazare. De straat, evenals een deel van de Rue du Faubourg-Saint-Martin, volgt de route van de grote Romeinse weg van Lutetia naar het noorden via Saint-Denis.
De onderdoorgang die directe toegang biedt tot het Gare de l'Est werd gecreëerd ter gelegenheid van de renovatie van het Gare de l'Est in 1931 en werd de tweede toegang tot het metrostation. Het was oorspronkelijk bedoeld voor het vervoer van bagage en pakketten tussen trein- en metrostation.
In de jaren 1970 werd het station geïntegreerd in een vastgoedproject dat de oprichting van een nieuw SNCF-gebouw ten oosten van de spoorlijnen zag. De oorspronkelijke toegang Rue du Faubourg-Saint-Martin werd opgeheven. Reizigers kregen toegang tot het metrostation via de begane grond van het gebouw en een gemeenschappelijke uitwisselingsruimte met toegang tot treinen.
In het voorproject van de RER E was het de bedoeling om deze corridor tussen het metrostation Château-Landon en de Gare de l'Est onder de Rue La Fayette uit te breiden tot het RER-station van Magenta en zo ook de Gare de l'Est te verbinden met de Gare de Paris-Nord om een enorme multimodale hub met toegang tot drie treinstations en een metrostation te vormen. Het ontbrekende tunneldeel is slechts 80 meter om de Gare de l'Est en de uitgang Rue de l'Aqueduc van het station Magenta te verbinden, maar een riool en het kanaalaquaduct van het Canal de l'Ourcq hinderen een eenvoudige uitvoering. Als onderdeel van de modernisering van het Gare du Nord - Gare de l'Est bipole, wordt het project opnieuw gelanceerd door Île-de-France Mobilités, dat ook met de nakende komst van de CDG Express in 2027 de ambitie heeft de verbindingstunnel in 2028 te voltooien.
La Courneuve - 8 Mai 1945 · 
Fort d'Aubervilliers · 
Aubervilliers - Pantin - Quatre Chemins · 
Porte de la Villette · 
Corentin Cariou · 
Crimée · 
Riquet · 
Stalingrad · 
Louis Blanc · 
Château-Landon · 
Gare de l'Est · 
Poissonnière · 
Cadet · 
Le Peletier · 
Chaussée d'Antin - La Fayette · 
Opéra · 
Pyramides · 
Palais Royal - Musée du Louvre · 
Pont Neuf · 
Châtelet · 
Pont Marie · 
Sully - Morland · 
Jussieu · 
Place Monge · 
Censier - Daubenton · 
Les Gobelins · 
Place d'Italie · 
Tolbiac · 
Maison Blanche

Zuidelijke tak: Le Kremlin-Bicêtre · 
Villejuif - Léo Lagrange · 
Villejuif - Paul Vaillant-Couturier · 
Villejuif - Louis Aragon

Zuidoostelijke tak: Porte d'Italie · 
Porte de Choisy · 
Porte d'Ivry · 
Pierre et Marie Curie · 
Mairie d'Ivry